# Głowa Meduzy (obraz Caravaggia)
Głowa Meduzy (wł. Scudo con testa di Medusa) – jedno z dwóch przedstawień głowy Meduzy autorstwa Caravaggia; tondo w kształcie lekko spłaszczonego okręgu o średnicach 60 × 55 cm, wykonany ok. w 1598 roku na zewnętrznej (wypukłej) płaszczyźnie drewnianej tarczy; obraz jest drugą wersją obrazu zwanego Medusa Murtola (1596) tego samego malarza.

## Historia obrazu
Obraz został zamówiony przez kardynała Francesco Maria Del Monte, który podarował go Wielkiemu Księciu Toskanii Ferdynandowi I Medyceuszowi. Wybór tematu wydaje się nieprzypadkowy, gdyż mitologiczny motyw Meduzy był bardzo bliski dworowi medycejskiemu we Florencji. Relacja Vasariego zawiera wzmiankę o tym, że książę Kosma Medyceusz posiadał w swoich zbiorach malarstwa znaczną liczbę przedstawień Meduzy, w tym obraz autorstwa Leonarda da Vinci, który później zaginął. Na florenckim Piazza della Signoria znajdował się zresztą brązowy posąg Perseusza z głową Meduzy autorstwa Benvenuto Celliniego.
Głowa Meduzy jest przykładem doskonałych umiejętności manipulowania optyką, jakie posiadał Caravaggio, dzięki którym udało mu się zniwelować skutki wklęsłości podłoża. Przypuszcza się, że malarz korzystał przy realizacji wijących się węży na głowie Gorgony z niektórych rysunków przyrodniczych Jacopo Ligozziego znajdujących się w zbiorach Medyceuszy; rysunki te do dziś znajdują się we Florencji w Gabinecie Rycin Galerii Uffizi i przedstawiają żmije; wiadomo, że Francesco Maria Del Monte był stałym bywalcem na dworze medycejskim i miał dostęp do kolekcji artystycznych i przyrodniczych władców miasta.
W 2002 roku zakończyła się renowacja obrazu; w 1993 na Via dei Georgofili we Florencji, w pobliżu Galleria degli Uffizi miał miejsce zamach, wskutek którego płótno doznało niewielkich uszkodzeń strukturalnych, które pomimo niewielkich rozmiarów dość znacząco pogorszyły stan zachowania dzieła; konserwacja pozwoliła na przywrócenie pierwotnych walorów dzieła, które odwołuje się do tradycji szesnastowiecznych tarcz paradnych. Badania potwierdziły, że Caravaggio użył oryginalnej tarczy z epoki reprezentującej typ la rotella. Co więcej, takie powiązanie potwierdzają ponadto ścisłe związki motywu głowy Meduzy ze zdobnictwem tarcz w XVI wieku.